# McKenney, Virginia
McKenney är en kommun (town) i Dinwiddie County i Virginia. Vid 2010 års folkräkning hade McKenney 483 invånare.